# Gymnasium Dionysianum (Rheine)
Das Gymnasium Dionysianum ist ein Gymnasium im westfälischen Rheine, das im Jahr 1658/1659 gegründet wurde.

## Geschichte

### Franziskanerkloster
Das Gymnasium Dionysianum wurde im Jahre 1658/1659 von Franziskanern gegründet und ist damit das älteste Gymnasium Rheines. Die Franziskaner der Sächsischen Franziskanerprovinz (Saxonia) hatten am 19. November 1635 in Rheine eine Niederlassung eröffnet, die 1642 zum Konvent erhoben wurde. Der Münsteraner Fürstbischof Christoph Bernhard von Galen legte 1658 den Grundstein zur Klosterkirche und erlaubte am 14. September desselben Jahres die Einrichtung des Gymnasiums, eines der 12 Gymnasien, die bis zum Ende des 18. Jahrhunderts von den Franziskanern der Saxonia geleitet wurden. Beim Kloster bestand ein Ordensstudium zur Ausbildung des Nachwuchses der Provinz Saxonia in der Theologie und von 1808 bis 1810 auch das Noviziat; außerdem gab es in Rheine eine Tuchfabrik der Franziskaner, wo der Stoff für die Ordenshabite der Saxonia hergestellt wurde.
Mit vier anderen Klöstern der Saxonia wurde im Zuge der Säkularisation auch das Haus in Rheine aufgehoben. Die diesbezügliche Anweisung von Kaiser Napoleon wurde am 14. November 1811 in Münster publiziert und in Rheine am 2. Dezember 1812 umgesetzt.

### Gymnasium seit dem 19. Jahrhundert
Das Dionysianum befand sich zunächst an der Stelle des heutigen Rathauses am Borneplatz. In den Jahren 1908 und 1909 entstand ein Neubau an der heutigen Anton-Führer-Straße, der von dem Gelsenkirchener Architekten Josef Franke in historisierendem Stil entworfen wurde. In der Nachbarschaft des schlossartigen Komplexes befindet sich auch die Gymnasialkirche St. Peter, die derselbe Architekt 1910 und 1911 baute.
Das Gymnasialgebäude hat bisher zwei Umbauten erfahren. Die letzte Ausbaustufe wurde in den Jahren 1999 bis 2002 von dem Architekten Josef Paul Kleihues errichtet, einem ehemaligen Schüler des Gymnasiums.
Die Schule trägt seit dem 8. Oktober 1861 den Namen Dionysianum nach dem Heiligen Dionysius, dem Patron der Rheiner Stadtkirche am Marktplatz.
Im Jahr 2008 wurde aus Anlass des 350-jähriges Bestehens der Schule eine Bildungsreise mit etwa 1000 Schülern nach Rom organisiert.

## Gebäude
Im Jahre 2002 wurde die umfangreiche Erweiterung des Dionysianums unter Leitung des Architekten Josef Paul Kleihues fertiggestellt. Das Gebäude fand – wegen seiner Bedeutung für die zeitgenössische Architektur – Eingang in den Phaidon Atlas of Contemporary World Architecture. In diesem Neubau befinden sich neben Fachräumen für Chemie und Informatik ebenfalls eine integrierte Sporthalle, in die man aus dem Flur im 1. Obergeschoss hineinsehen kann, ein Meditationsraum, eine Mensa zur Essensausgabe, in der ca. 100 Schüler gleichzeitig Platz finden, und viele Klassenräume. Eine Besonderheit ist, dass in diesen Neubau ein Solitär aus dem Jahr 1976 integriert wurde, obwohl dieser eigentlich nicht im richtigen Winkel zu den anderen Gebäuden steht. Josef Paul Kleihues gelang es jedoch, z. B. durch die „runde Ecke“ an der Schleupestraße, diesen Solitär harmonisch in das Gesamtkunstwerk einzubinden. Die fehlende Rechtwinkligkeit des Gebäudes aus dem Jahr 1976 wird optisch deutlich durch ein dreieckiges Beet, das an der Nordseite des Innenhofes die ansonsten quadratische Struktur dieses Hofes erweitert.
Am 21. April 2004 sind in Rheine die ersten Stolpersteine von dem Kölner Künstler Gunter Demnig am Gymnasium Dionysianum und am Emsland-Gymnasium gesetzt worden.

## Kollegium
2025 lehren 57 Lehrkräfte am Gymnasium Dionysianum. Seit Februar 2012 ist Oberstudiendirektor Oliver Meer Schulleiter am Gymnasium Dionysianum.

## Persönlichkeiten
- Peter Grosfeld († 1901) Direktor, zu seinem Andenken wurde für die Gymnasialkirche das Patrozinium St. Peter gewählt.
- Franz Darpe (1842–1911) war von 1868 bis 1883 als Gymnasialprofessor am Gymnasium Dionysianum tätig.
- Clemens August Freiherr von Schorlemer-Lieser (1856–1922, Abitur 1874), Politiker
- Anton Führer (1854–1929), Direktor 1899–1921, nach ihm ist die Straße vor dem Gymnasium benannt.
- Joseph Fischer (1858–1944, Abitur 1878), historischer Geograph
- Carl Anton Mense (1861–1938, Abitur 1879), Tropenmediziner und Forschungsreisender
- Anton Schmeddinghoff (1869–1942), Theologe und Priester, Lehrer am Gymnasium Dionysianum von 1905 bis 1910
- Theodor Averberg (1878–1973), Priester und Missionar
- Aloys Heuvers (1888–1967, Abitur 1907), Maschinenbau-Ingenieur und langjähriger Betriebsdirektor beim Bochumer Verein
- Bernhard Zimmermann (1880–1969, Abitur 1916 als externer Prüfling), Priester, Begründer eines Hilfswerks und eines Spätberufenenseminars
- Max Schenking (1887–1933, Abitur 1908), preußischer Landrat
- Josef Gronover (1890–1963, Abitur 1910), Jurist und Politiker
- Viktor Lutze (1890–1943), NS-Verbrecher, Nachfolger Ernst Röhms als Stabschef der SA
- Otto Dunkelberg (1900–1964), Organist, Dirigent und Komponist sowie von 1949 bis 1953 Musiklehrer am Dionysianum
- Anton Hilckman (1900–1970, Abitur 1918), Volkskundler, Publizist und KZ-Überlebender
- Josef Averesch (1902–1949, Abitur 1923), Priester und Opfer des Nationalsozialismus
- Pius Buddenborg (1902–1987, Abitur 1923), Priester, Abt des Benediktinerklosters Gerleve
- Albert Biermann (1903–1994, Abitur 1923), Rechtsanwalt und Kommunalpolitiker
- August Wieschemeyer (1904–1979, Abitur 1923), Priester und Theologe
- Nikolaus Leopold Heinrich zu Salm-Salm (1906–1988, Abitur 1926), Adliger
- August Sandtel (1911–1992, Abitur 1932), Priester, Propst in Bremen
- Rudolf Bäumer (1912–1993, Abitur 1932), evangelischer Theologe
- Hermann Scheipers (1913–2016, Abitur 1932), Priester, KZ-Überlebender
- Heinrich Krefeld (1922–2019), Direktor 1962–1988, Altphilologe
- Gottfried Köster (1928–2007, Abitur 1946), Oberstudienrat am Dionysianum, Landrat, Bundestagsabgeordneter
- Kaspar Elm (1929–2019, Abitur 1950), Historiker
- Werner Heukamp (1929–2020, Abitur 1950), Pfarrer, Heimatforscher, Autor
- Otto Kriens (1930–2014, Abitur 1951), Mediziner
- Friedrich Tübergen (1930–2020, Abitur 1951), Ingenieur, Buchautor und Lyriker
- Karl Hüser (* 1930) war 1959 und 1963 als Referendar und Studienrat am Gymnasium tätig
- Heiner Lichtenstein (1932–2010, Abitur 1953), Journalist und Publizist
- Jürgen Terrahe (1933–2015, Abitur 1953), Bankmanager
- Josef Paul Kleihues (1933–2004, Abitur 1955), Architekt
- Ulrich Eckhardt (* 1934, Abitur 1953), Kulturmanager
- Georg Kassat (1934–2016, Abitur 1954), Sportwissenschaftler
- Paul Kleihues (1936–2022, Abitur 1956), Mediziner
- Peter Dyckhoff (* 1937, Abitur 1958), Priester, Psychologe und Autor
- Josef Wilp (* 1938, Abitur 1959), Lehrer und Politiker
- Friedrich Johannsen (* 1944, Abitur 1965), Theologe und Religionspädagoge
- Siegfried Schoppe (* 1944, Abitur 1965), Professor für Wirtschaftswissenschaften
- Erich Rutemöller (* 1945, Abitur 1965), Fußballtrainer
- Wolfgang Kubin (* 1945, Abitur 1966), Sinologe und Autor
- Franz Josef Krafeld (* 1947, Abitur 1967), Professor für Erziehungswissenschaften
- Karl-Heinz Menke (* 1950, Abitur 1968), Priester und Theologe
- Reinhard Schäfers (* 1950, Abitur 1968), Botschafter a. D.
- Peter Funke (* 1950, Abitur 1969), Althistoriker
- Hans Reckers (* 1953, Abitur 1972), Vorstandsmitglied der Deutschen Bundesbank
- Karl Hagemann (* 1953, Abitur 1973), Journalist und Buchautor
- Rainer Oberthür (* 1961, Abitur 1980), Religionspädagoge und Autor
- Georg Schütte (* 1962, Abitur 1982), Medien- und Kommunikationswissenschaftler, (ehem. Staatssekretär)
- Hans-Ulrich Holtherm (* 1964, Abitur 1983), Arzt und Sanitätsoffizier
- Manuel Baumbach (* 1970, Abitur 1989), Altphilologe
- Johannes Grave (* 1976, Abitur 1995), Kunsthistoriker
- Ralf Heimann (* 1977, Abitur 1996), Journalist und Autor